# Stanley Menzo
Stanley Purl Menzo (Paramaribo, Surinam; 5 de octubre de 1963) es un exfutbolista profesional y entrenador neerlandés. Actualmente dirige a la selección de Surinam.
La mayor parte de su carrera profesional la pasó en el Ajax (diez temporadas completas), apareciendo en más de 300 partidos oficiales con el club y ganando nueve títulos importantes. Menzo representó a la selección holandesa en una Copa del Mundo y una Eurocopa.

## Carrera como jugador
Menzo llegó a los Países Bajos a la edad de 7 años. Comenzó a la edad de 9 años en el club TWD/Centrum de Ámsterdam. Se convirtió en portero en el club que se fusionó con el FC Amstelland en 1974 y se mudó al AVV Zeeburgia en 1980 para luego arribar al Ajax de la Eredivisie.Después de las dos temporadas 1983-84 y 1984-85 como suplente de Hans Galjé, en las que  jugó sólo unos pocos partidos, y después de una cesión al HFC Haarlem, se convirtió en titular de la campaña 1985-86. 
En la década de 1980, fue objeto de abusos racistas por parte de sus fanáticos.A pesar de ello, siguió siendo titular indiscutible durante siete temporadas completas, ayudando al Ajax a conseguir la Eredivisie 1989-90, así como la Recopa de Europa 1986-87 y la Copa de la UEFA 1991-92.Sin embargo, después de un partido en esta última competición la temporada siguiente, una derrota por 4-2 ante el AJ Auxerre, durante la cual marcó un gol en propia puerta, perdió su lugar ante el juvenil Edwin van der Sar, y nunca lo volvió a recuperar.
En el verano de 1994, Menzo fichó por el PSV Eindhoven, donde sustituyó a Ronald Waterreus durante dos temporadas.El jugador lograría revivir su carrera en Bélgica con el Lierse SK, al que ayudó a ganar una liga y una copa, acumulando finalmente casi 100 apariciones oficiales. Durante un breve periodo de tiempo, también jugó en Francia en el Girondins de Bordeaux, llegando en agosto de 1997. Sin embargo, habiendo perdido su lugar ante Ulrich Ramé (que sería la primera opción del club durante más de una década),regresó al club belga en enero de 1998.

## Carrera como entrenador
Menzo inició su carrera como entrenador en 2002 en el AGOVV Apeldoorn luego de la renuncia de Peter Bosz. Allí, permaneció en el cargo sólo una temporada después de que el equipo se convirtiera en un club profesional de segunda división, pero no tenía las calificaciones para ejercer en esa categoría, trasladándose posteriormente a Ámsterdam (Amsterdamsche FC).
En el verano de 2004, después de que Marco van Basten se convirtiera en entrenador de la selección de los Países Bajos, Menzo fue nombrado entrenador de porteros y permaneció allí durante dos años.
En febrero de 2005, Menzo recibió el diploma necesario para entrenar clubes profesionales. Un año después, se incorporó al FC Volendam y más tarde dirigió al SC Cambuur,al que llevó a la segunda posición en la Eerste Divisie 2009-10, a pesar de que el equipo finalmente fracasó en los playoffs. En octubre de 2010, renunció a su cargo para incorporarse al Vitesse Arnhem como asistente de Albert Ferrer.
En mayo de 2013 se convirtió en entrenador del Lierse SK, donde permaneció hasta su despido a finales de agosto de 2014.El 7 de abril de 2016, fue anunciado como jefe de desarrollo juvenil en el Ajax Cape Town.Unos meses más tarde, fue confirmado como entrenador tras la destitución de Roger de Sá donde permaneció hasta diciembre de 2017 luego de que su contrato fuese rescindido de mutuo acuerdo.
A partir de enero de 2019, Menzo ha sido contratado por el Beijing Guoan como entrenador del segundo equipo. En marzo de 2021, se anunció que había sido designado por la Asociación de Fútbol de Aruba como entrenador de la selección caribeña.
En enero de 2022, fue oficializado como entrenador de la selección de Surinam.Su estadía en el continente americano duró tan solo cinco meses y presentó su renuncia al cargo luego de recibir una "lucrativa oferta" del extranjero.El 30 de agosto, fue contratado por el Beijing Guoan e inició su segundo ciclo en el club chino.En junio de 2023, fue relevado de sus funciones por la directiva del equipo asiático.
El 8 de marzo de 2024, comenzó su segunda etapa al mando de Surinam en reemplazo de Aron Winter.

## Clubes

### Como jugador
| Club                          | País         | Año       |
| ----------------------------- | ------------ | --------- |
| Ajax                          | Países Bajos | 1983-1994 |
| HFC Haarlem (cedido)          | Países Bajos | 1983-1984 |
| PSV Eindhoven                 | Países Bajos | 1994-1996 |
| Lierse SK                     | Bélgica      | 1996-1999 |
| Girondins de Burdeos (cedido) | Francia      | 1997      |
| Ajax                          | Países Bajos | 1999-2000 |
| AGOVV Apeldoorn               | Países Bajos | 2001-2002 |

### Como entrenador
| Club                          | País         | Año           |
| ----------------------------- | ------------ | ------------- |
| AGOVV Apeldoorn               | Países Bajos | 2002-2003     |
| Amsterdamsche FC              | Países Bajos | 2003-2004     |
| AGOVV Apeldoorn               | Países Bajos | 2005-2006     |
| FC Volendam                   | Países Bajos | 2006-2008     |
| SC Cambuur                    | Países Bajos | 2008-2010     |
| Vitesse (asistente)           | Países Bajos | 2010-2013     |
| Lierse SK                     | Bélgica      | 2013-2014     |
| Amsterdamsche FC              | Países Bajos | 2014-2015     |
| Ajax Cape Town (Cantera)      | Sudáfrica    | 2016          |
| Ajax Cape Town                | Sudáfrica    | 2016-2017     |
| Beijing Guoan (Cantera)       | China        | 2019-2020     |
| Beijing Guoan (Interino)      | China        | 2019-2020     |
| Selección de Aruba (Interino) | Aruba        | 2021-2022     |
| Selección de Surinam          | Surinam      | 2022          |
| Beijing Guoan                 | China        | 2022-2023     |
| Selección de Surinam          | Surinam      | 2024-presente |

## Palmarés

### Como jugador

#### Campeonatos nacionales
| Título                      | Club      | País         | Año     |
| --------------------------- | --------- | ------------ | ------- |
| Eredivisie                  | Ajax      | Países Bajos | 1984-85 |
| Copa de los Países Bajos    | Ajax      | Países Bajos | 1985-86 |
| Copa de los Países Bajos    | Ajax      | Países Bajos | 1986-87 |
| Eredivisie                  | Ajax      | Países Bajos | 1989-90 |
| Copa de los Países Bajos    | Ajax      | Países Bajos | 1992-93 |
| Eredivisie                  | Ajax      | Países Bajos | 1993-94 |
| Copa de los Países Bajos    | Ajax      | Países Bajos | 1995-96 |
| Primera División de Bélgica | Lierse SK | Bélgica      | 1996-97 |
| Copa de Bélgica             | Lierse SK | Bélgica      | 1998-99 |

#### Campeonatos internacionales
| Título           | Club | País         | Año     |
| ---------------- | ---- | ------------ | ------- |
| Recopa de Europa | Ajax | Países Bajos | 1986-87 |
| Copa de la UEFA  | Ajax | Países Bajos | 1991-92 |

### Como entrenador

#### Campeonatos nacionales
| Título         | Club        | País         | Año     |
| -------------- | ----------- | ------------ | ------- |
| Eerste Divisie | FC Volendam | Países Bajos | 2007-08 |